# Јосиф Гурко
Јосиф Гурко (28. јул 1828 – 28. јануар 1901) је био руски генералфелдмаршал.

## Биографија
Учествовао је у Руско-турском рату (1877—8) где се истако освајањем Трнова (7. јул 1877). Смело је прешао Балкан преко Хаинбоазког прохода и 12-14. јула заузео Казанлак. Тиме је обишао суседни, јако брањени Шипченски превој што је довело до његовог пада. Наставио је напредовање енергично и 22. јула заузео Стару, а 30. јула и Нову Загору. Учествовао је у борбама око Плевена као командант Западне армије. Након пада Плевена понво је прешао Балкан под тешким околностима. Дана 4. јануара 1878. заузео је Софију, а убрзо и Једрене. Након завршетка рата, Гурко је неколико месеци вршио функцију генералгубернатора Санкт Петербурга са широким овлашћењима. Као командант руских трупа у Пољској и Литванији сурово је гушио револуционарне покрете и проводио царску политику.
Додељен му је Орден Таковског крста.